# USS Massachusetts (BB-59)
«Массачусетс» (BB-59) (англ. USS Massachusetts (BB-59)) — третий линейный корабль США типа «Саут Дакота».
«Массачусетс», прозванный «Большая Меми», был линкором построенным во время Второй мировой войны. «Массачусетс» — седьмой корабль военно-морского флота США, названный в честь шестого штата и один из двух линкоров класса «Саут Дакота», превращённых в корабль — музей. «Массачусетс» известен тем, что совершил последние 16 выстрелов 406-миллиметровыми снарядами во время Второй мировой войны.
Во время Второй мировой войны «Массачусетс» первоначально входил в Атлантический Флот, участвовал в операции «Факел», во время которой обменялся выстрелами с французским линкором «Жан Бар», также вступил в бой с 2-й французской лёгкой эскадрой, после чего потопил эсминец «Фуге». Перейдя на Тихоокеанский флот в 1943 году, «Массачусетс» участвовал в кампании на Соломоновых островах, и на Филиппинах, принял участие в сражении в заливе Лейте. В 1945 году «Массачусетс» в числе нескольких линкоров, обстреливал цели на острове Хонсю. После окончания Второй мировой войны, вернувшись в США, «Массачусетс» участвовал в учениях у американского побережья и был повторно переведён в состав Атлантического флота. Линкор «Массачусетс» был выведен в резерв в 1947 году, и находился на хранении в Норфолке, штат Вирджиния, пока не был окончательно исключён из регистра военных кораблей в 1962 году.
Чтобы спасти линкор от утилизации, граждане Массачусетса собрали средства для передачи линкора в мемориальный комитет Массачусетса, и в 1965 году военно-морской флот передал линкор комитету. «Массачусетс» отбуксировали в бухту Линкора, в городе Фолл-Ривер, штат Массачусетс. 14 августа 1965 года линкор был открыт для посещения в качестве корабля-музея.